# Taraxacum monochroum
Taraxacum monochroum — вид квіткових рослин з родини айстрових (Asteraceae). Вид зростає в Європі: Латвія, Польща, Швеція; це багаторічна рослина помірних біомів.